# Holorusia similis
Holorusia similis är en tvåvingeart som först beskrevs av Edwards 1921.  Holorusia similis ingår i släktet Holorusia och familjen storharkrankar.
Artens utbredningsområde är Taiwan. Inga underarter finns listade i Catalogue of Life.